# Medicina familiar y comunitaria
La medicina de familia y comunitaria es una especialidad médica reconocida en España desde 1978. Su ámbito de actuación es la Atención Primaria de Salud. 

## Características
La especialidad surge a partir de la necesidad de reformar el sistema sanitario público español (Sistema Nacional de Salud) siguiendo las directrices de la Ley General de Sanidad, con la intención de potenciar de manera clara el primer nivel de atención de los pacientes en contacto con el sistema sanitario. Se necesita un profesional adecuado a las nuevas necesidades, con capacidad real de resolución de problemas de salud a la cabecera del paciente, lo que además supone mejorar la eficiencia del sistema sanitario, al resolver prácticamente el 90% de los problemas de salud en este nivel, derivando a otros niveles del sistema los problemas de salud que por su complejidad o requerimientos tecnológicos necesiten otros recursos.
Los médicos de atención primaria trabajan con una visión del enfermo holística, integral y biopsicosocial. La atención se basa en el paciente y no en la enfermedad, en la familia o el entorno más inmediato del paciente como condicionante del estado de salud, y se introduce una visión comunitaria de la medicina, con la que a partir de un análisis de la comunidad, la cual puede actuar como fuente de enfermedad o como medio terapéutico, desde donde se puede actuar con medidas preventivas y de promoción de la salud. La actuación sobre la población es longitudinal (a lo largo de la vida del paciente) e incluye tanto la atención en la consulta como en el domicilio o dentro de los diferentes recursos sociales (escuelas, residencias de ancianos, etc.).
Para poder conseguir este perfil de profesional, el ámbito de conocimientos de la medicina de familia es muy amplio e incluye prácticamente todas las áreas médicas y quirúrgicas, de psiquiatría y de gestión sanitaria, siendo la capacidad de intervención sobre los problemas de salud, solo limitada por los propios conocimientos y aptitudes del profesional y por las limitaciones estructurales y de medios técnicos de que se disponga.
El acceso a la formación en medicina de familia y comunitaria es parte del postgrado, a partir del programa MIR (Médico Interno Residente) que tiene una duración de cuatro años. La medicina de familia y comunitaria se está abriendo camino hacia la universidad, para poder constituir un área de conocimientos propia en el currículo de la licenciatura de medicina.
Los principios básicos de la especialidad han sido claramente señalados por muchos autores, entre los cuales se cuenta a Ian McWhinney. Aunque otros médicos han ayudado a consolidar un cuerpo de conocimientos, un marco epistemológico propio que le permite obtener identidad y poder ser reconocida como una verdadera especialidad médica.

## En otros países
El propio nombre de la especialidad es motivo de controversias, aun cuando tengan programas de formación semejantes, no necesariamente iguales. Los General Practitioners de Suecia o del Reino Unido son ejemplo de ello, o la "Medicina General Integral" (3 años de estudio) que implementa el modelo de salud cubano y venezolano en el primer nivel de atención. En Venezuela es un postgrado universitario que tiene una duración de tres años, avalado por el Instituto de Altos Estudios en Salud Pública Dr. Arnoldo Gabaldón del Ministerio del Poder Popular para la Salud.
Una revisión sistemática de 15 estudios, la mayoría realizados en Asia, particularmente China, y uno en Sudáfrica, encontró evidencia de que la rehabilitación comunitaria genera un impacto positivo en personas con discapacidades. De seis estudios centrados en personas con discapacidades físicas, tres mostraron efectos beneficiosos para casos de apoplejía. Uno demostró un efecto beneficioso en casos de artritis y otro en personas con enfermedad pulmonar obstructiva crónica. Los nueve estudios centrados en casos de discapacidad mental mostraron efectos beneficiosos en esquizofrenia, demencia y discapacidad intelectual. Resulta necesaria una evaluación costo-efectividad de las rehabilitaciones que permita evaluar la asignación de los recursos.